# Barack Obama Presidential Center
Il Barack Obama Presidential Center di Chicago è un complesso multifunzionale composto da un museo, una biblioteca e polo educativo situato a Chicago, in costruzione per commemorare la presidenza di Barack Obama.
Il centro si trova a Jackson Park nel South Side di Chicago, adiacente al campus dell'Università di Chicago.
L'approvazione del progetto da parte dell'ente federale è avvenuta nel dicembre 2020, con il via finale alla costruzione arrivato nel 2021
. La costruzione è iniziata nell'agosto 2021.
La realizzazione del complesso, dal costo stimato in mezzo miliardo di dollari, ha generato alcune controversie.

## Selezione del posto
Nel 2014, la Fondazione Obama ha pubblicato i dettagli per le istituzioni interessate a ospitare il centro.
La fondazione ha infine ricevuto offerte da quattro istituzioni:
- Columbia University (New York City)[7]
- University of Chicago (Chicago)[7]
- University of Illinois at Chicago (Chicago)[7]
- University of Hawaiʻi at Mānoa (Honolulu)

Nel maggio 2015, il consiglio di amministrazione della fondazione ha annunciato di aver deciso di costruire il centro in collaborazione con l'Università di Chicago. Obama ha insegnato diritto costituzionale presso la Facoltà di Giurisprudenza dell'Università di Chicago dal 1992 al 2004.
Dopo aver scelto di costruire il centro in collaborazione con l'Università di Chicago, il consiglio di amministrazione della fondazione ha iniziato a valutare due possibili sedi: Washington Park e Jackson Park. Alla fine, la scelta è caduta su Jackson Park.
Nel 2018, la Obama Foundation ha pubblicato la proposta di candidatura dell'Università di Chicago e delle altre tre università.

## Pianificazione e progettazione
L'Università di Chicago, l'Università dell'Illinois a Chicago, l'Università delle Hawaii e la Columbia University hanno presentato proposte per ospitare l'istituzione. Nel maggio 2015, la Barack Obama Foundation e il sindaco di Chicago Rahm Emanuel hanno annunciato che la fondazione e il Barack Obama Presidential Center sarebbero stati situati nel South Side di Chicago e sarebbero stati costruiti in collaborazione con l'Università di Chicago. Sia l'ex presidente che sua moglie Michelle Obama hanno sottolineato l'importanza del South Side di Chicago come influenza nelle loro vite. Ha affermato: "Uno dei miei più grandi onori è essere una fiera cittadina di Chicago, una figlia del South Side. Continuo a essere un esempio di questo. Lo indosso con audacia e orgoglio come una corona".
Un comitato consultivo per la progettazione ha assistito nella selezione degli architetti. Tra i membri del comitato figuravano lo scultore Don Gummer (marito dell'attrice Meryl Streep); Ed Schlossberg di ESI Design (marito di Caroline Kennedy, ex ambasciatrice degli Stati Uniti in Giappone); Fred Eychaner, proprietario di una stazione radio di Chicago e finanziatore democratico; e Margaret Russell, direttrice della rivista Architectural Digest. Sette studi di architettura sono stati annunciati come finalisti nel dicembre 2015 da un elenco iniziale di 140 candidati: John Ronan Architects, Adjaye Associates, Diller Scofidio + Renfro, Renzo Piano Building Workshop, SHoP Architects, Snøhetta e Tod Williams Billie Tsien Architects.